# Rolf Brack
Rolf Brack (* 6. Dezember 1953 in Kirn; † 20. März 2023) war ein deutscher Handballspieler und -trainer.

## Karriere
Als Spieler war Brack für die Vereine TuS Kirn und TuS Saulheim sowie in der Saison 1979/80 in der Handball-Bundesliga für die SG Dietzenbach aktiv. Mit 29 Jahren übernahm er das Traineramt beim Oberligisten TSV Zuffenhausen. Nach einem missglückten Saisonstart stand er kurz vor der Entlassung, jedoch sprach sich die Mannschaft für ihn aus. Am Saisonende schaffte das Team den Klassenerhalt. Später trainierte er den TSV Scharnhausen und die SG Stuttgart/Scharnhausen, bei der er zwischenzeitlich auch als Sportlicher Leiter agierte, sowie die SG Göppingen-Scharnhausen, den VfL Pfullingen und ab 2004 den HBW Balingen-Weilstetten, welche er bis auf die Scharnhausen/Göppinger Spielgemeinschaft alle in die Bundesliga führte. Durch seine Spielweise hob sich Balingen-Weilstetten während seiner Amtszeit von anderen Mannschaften ab. So ließ er im Gegensatz zu anderen Bundesligisten mit einer offensiven 3:2:1-Abwehr verteidigen. Weiterhin operierte Brack mit dem siebten Feldspieler oder wechselte in Unterzahlsituationen im Ballbesitz den Torwart aus, um im Angriff eine Gleichzahlsituation zu erzeugen.
Im Dezember 2013 trennte sich die HBW als Reaktion auf die anhaltende sportliche Erfolglosigkeit von Brack, sein Nachfolger wurde Markus Gaugisch. Im Sommer 2014 sollte Brack das Traineramt der Schweizer Nationalmannschaft übernehmen, trat diesen Posten jedoch bereits Ende Dezember 2013 an. Im Sommer 2016 endete sein Vertrag beim Schweizer Handballverband. Ab dem August 2016 war er bei der DJK Rimpar als Berater tätig. Ab dem September 2017 bis zum Saisonende 2017/18 trainierte er den Bundesligisten Frisch Auf Göppingen. Im Februar 2020 trainierte er den Bundesligisten HC Erlangen. Im Mai 2021 übernahm Brack das Traineramt vom Zweitligisten DJK Rimpar, den er bis zum Saisonende 2020/21 trainierte.
Brack war promovierter und habilitierter Sportwissenschaftler. Er arbeitete als Trainer und außerdem als akademischer Oberrat an der Universität Stuttgart. Zusätzlich war er Mitglied in der Bundeslehrkommission des Deutschen Handballbundes. Viele Bundesligatrainer, unter anderem Alfreð Gíslason, legten bei ihm die A-Lizenz-Prüfung ab. Auch der Fußballtrainer Ralf Rangnick nannte Brack als Mentor.

## Privates
Brack war verheiratet und hatte zwei Söhne, darunter Daniel Brack. Er lebte ab 1990 in Ostfildern-Scharnhausen. Rolf Brack starb in der Nacht vom 20. auf den 21. März 2023 nach einer urologischen Operation.

## Ehrungen
Am 6. Dezember 2023 wurde der östliche Teil der Körschtalstraße in Ostfildern-Scharnhausen in „Rolf-Brack-Straße“ umbenannt.